# Business jet

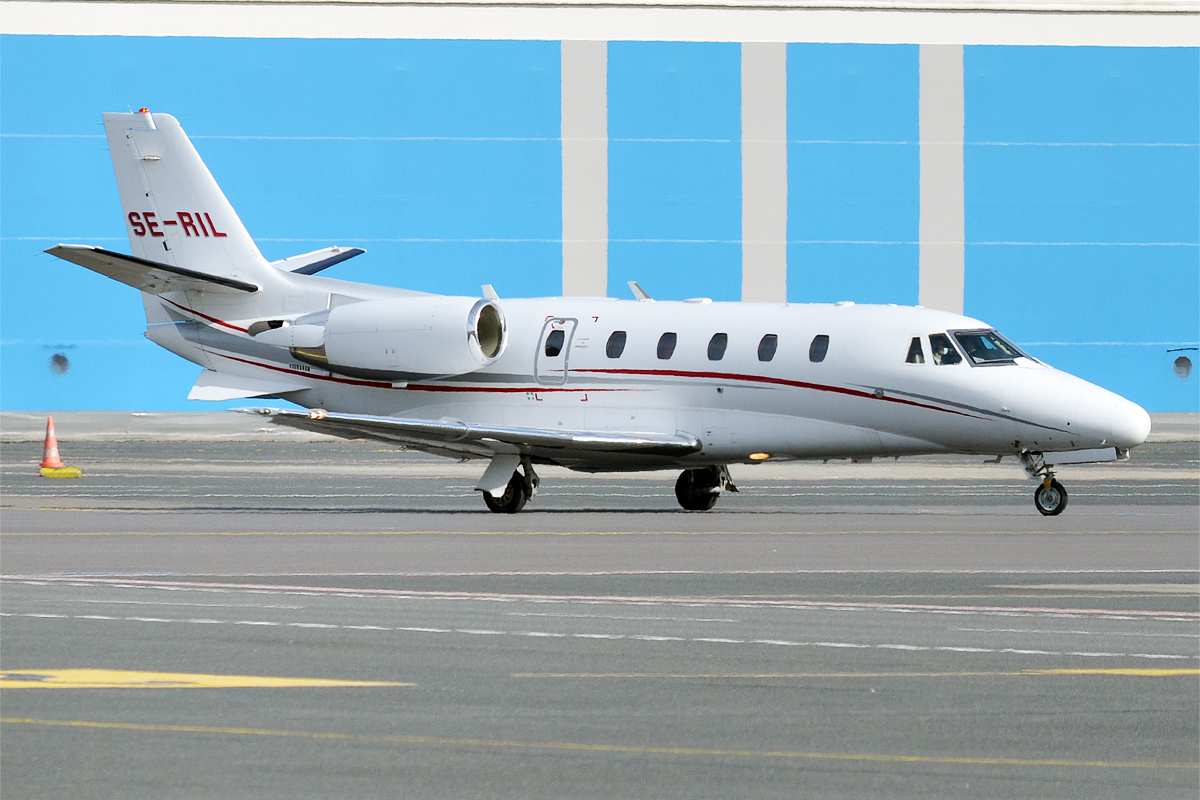
Soukromé letadlo menší kategorie Cessna Citation XLS

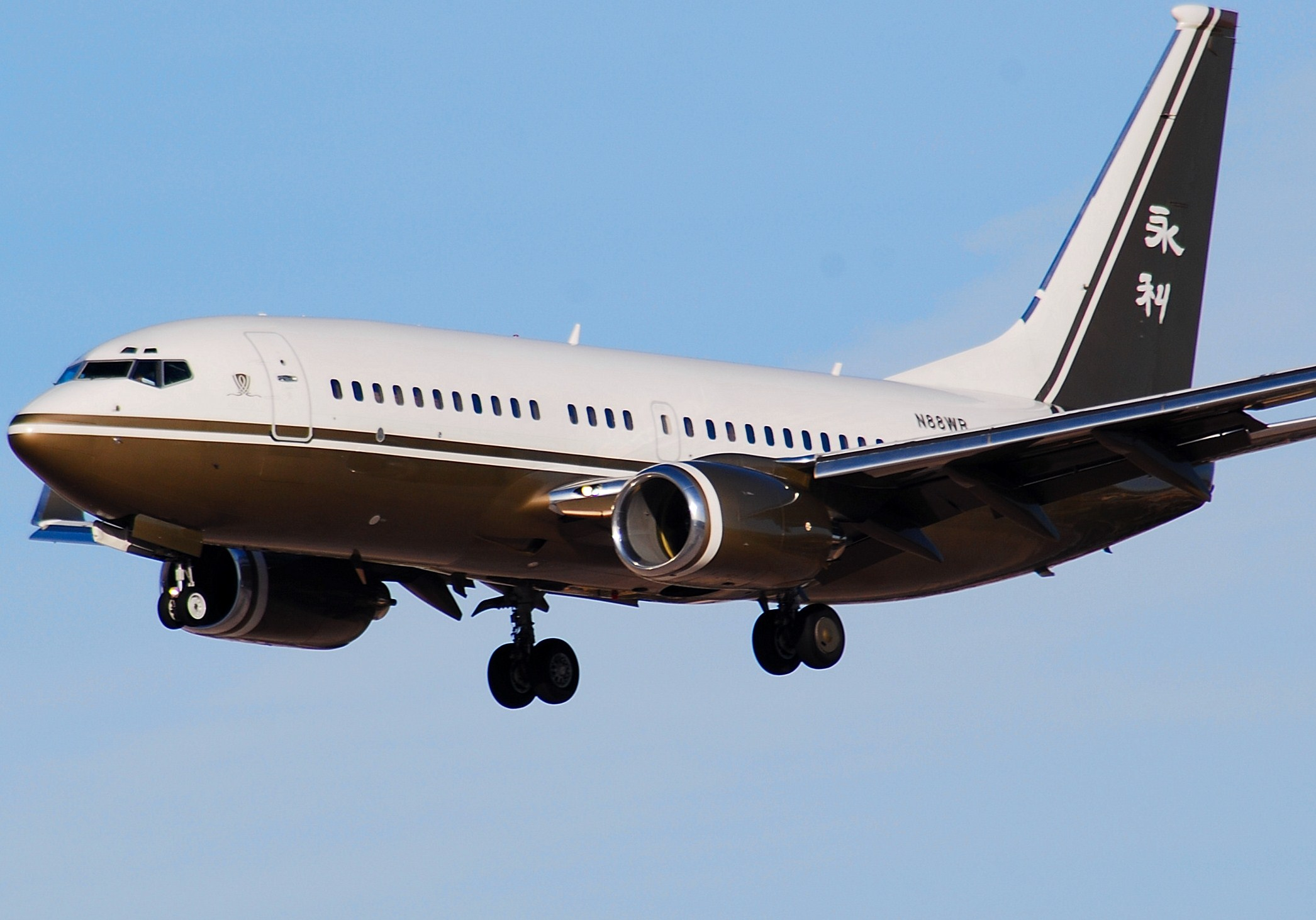
Boeing 737 v soukromé verzi BBJ (2007) – tzv. VIP velká letadla

Business jet nebo bizjet je zpravidla menší pasažérské letadlo, navržené a určené soukromým osobám či společnostem k neveřejné letecké přepravě – aerotaxi. Taková letadla mohou využívat také malé skupiny lidí, vládní činitelé nebo ozbrojené síly.
Soukromá letadla lze rozlišovat podle velikosti. Z menších letadel jsou nejznámější Cessny, naopak největšími letadly jsou klasické dopravní letouny přeměněné do soukromé varianty, které využívají vlády, prezidenti či sportovní týmy.